# Mazhar Çakin
Mazhar Çakin (ur. 1907) – turecki zapaśnik walczący w stylu klasycznym. Olimpijczyk z Paryża 1924, gdzie zajął siedemnaste miejsce w wadze koguciej.

## Letnie Igrzyska Olimpijskie 1924
| Konkurencja          | Rundy eliminacyjne       | Rundy eliminacyjne     | Klas. końcowa |
| Konkurencja          | Przeciwnik I             | Przeciwnik II          | Miejsce       |
| -------------------- | ------------------------ | ---------------------- | ------------- |
| 58 kg styl klasyczny | Adolf Herschmann (AUT) P | Henri Dierickx (BEL) P | 17.           |